# باية جرقات
باية جرقات (9 أبريل 1920 في الجزائر العاصمة، الجزائر - 7 يوليو 2007 في مرسيليا) هي ناشطة مناهضة للعنصرية والاستعمار ونسوية. عملت على تحرير المرأة في الجزائر. دافعت عن حق تقرير المصير وتعزيزه وضد الاستعمار في الجزائر.

## سيرة

### النشأة
ولدت عام 1920 في الجزائر في ذلك الوقت عندما كانت لا تزال مستعمرة، وبالتالي كانت تحمل الجنسية الفرنسية التي حصل عليها والدها كمحارب جريح في الحرب العالمية الأولى. وبفضل مثابرة والدها، التحقت بالمدرسة الفرنسية حتى بلغت 11 عامًا، وفي سن 14 تزوجت من ابن عمها الذي كان أكبر منها بأربع سنوات، بموجب ترتيب عرفي حيث اكتسبت اسم باية علاوشيشي. كان لديها ثلاثة أطفال، توفي أحدهم في سن مبكرة. كان صراعها الأول كامرأة هو إنهاء الزواج الذي أجبرت عليه. بعد صراعاتها المبكرة في حياتها، قادت نشاطًا بشأن عدم المساواة بين الجنسين في ذلك الوقت ومن أجل استقلال الجزائر ومن أجل عالم أكثر عدالة من خلال قيمها الشيوعية.

### الحياة المهنية
كانت عضوًا في اللجنة المركزية للحزب الشيوعي الجزائري السري، الذي دافع عن حق المرأة الجزائرية واستقلالها. وكانت أيضًا أمينة اتحاد المرأة الجزائرية حيث مثلت بلادها في العديد من المؤتمرات الدولية للنساء الشيوعيات. شغلت منصب عضو منتخب في المجلس التنفيذي للاتحاد الديمقراطي النسائي الدولي، بدءًا من عام 1953. شاركت في النضال ضد الفاشية بعد إنزالها في شمال إفريقيا. خلال ثورة التحرير الوطني للشعب الجزائري عام 1955، نظمت مظاهرات للسجينات، ثم سُجنت في فرنسا عام 1956. في عام 1956 في جنيف، منعتها السلطات الفرنسية من العودة إلى الجزائر. ثم استقرت في مرسيليا ولكنها لم تتخل عن النضال من أجل الجزائر، وخاصة من خلال العمل لجبهة التحرير الوطنية ودعم المقاتلين الفرنسيين الذين التزموا إلى جانب المقاتلين الجزائريين.
في عام 1959 التقت بمؤسس الحزب الشيوعي الماركسي اللينيني في فرنسا، جاك جوركيت، الذي كان أيضًا مناهضًا للاستعمار ومناهضًا للعنصرية، والذي أصبح فيما بعد رفيقها.
خلال الحرب الأهلية الجزائرية في تسعينيات القرن العشرين، قامت بتنظيم مراكز استقبال في مرسيليا للأيتام الشيوعيين. انتخبت أمينة عامة لاتحاد المرأة الجزائرية سنة 1949 وعضواً في اللجنة المركزية للحزب الشيوعي الجزائري الذي يحشد جماهير مختلفة باللغة القبائلية والعربية والفرنسية، ويظل على اتصال بجبهة التحرير الوطنية.